# Pregnana Milanese
Pregnana Milanese est une commune italienne de la ville métropolitaine de Milan, dans la région de la Lombardie.

## Administration
| Période                                  | Période  | Identité         | Étiquette       | Qualité |
| ---------------------------------------- | -------- | ---------------- | --------------- | ------- |
| 2007                                     | En cours | Sergio Maestroni | Liste Communale |         |
| Les données manquantes sont à compléter. |          |                  |                 |         |

### Communes limitrophes
Rho, Pogliano Milanese, Vanzago, Cornaredo, Sedriano, Bareggio.